# Jakobikirche (Racibórz)

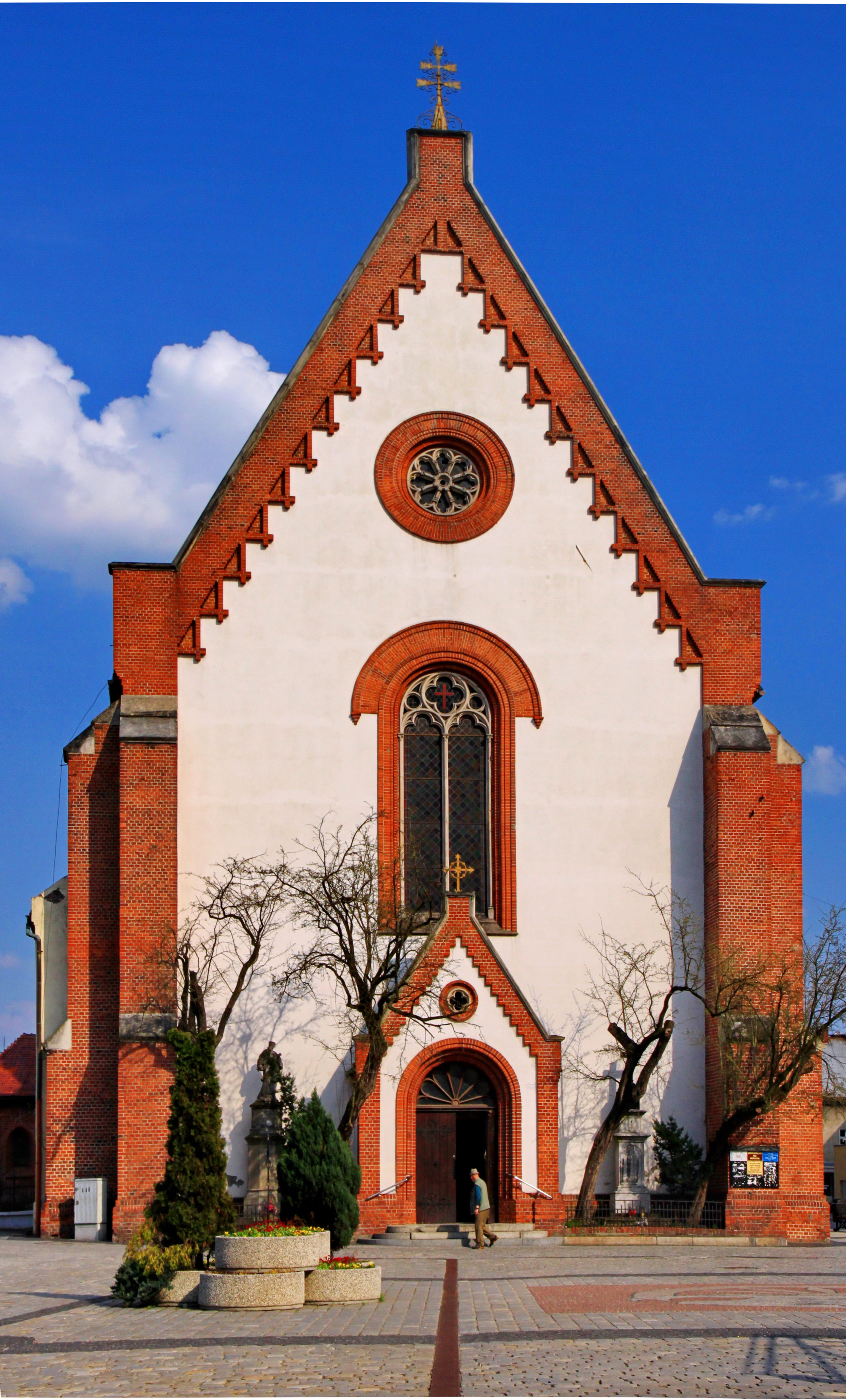
Jakobikirche

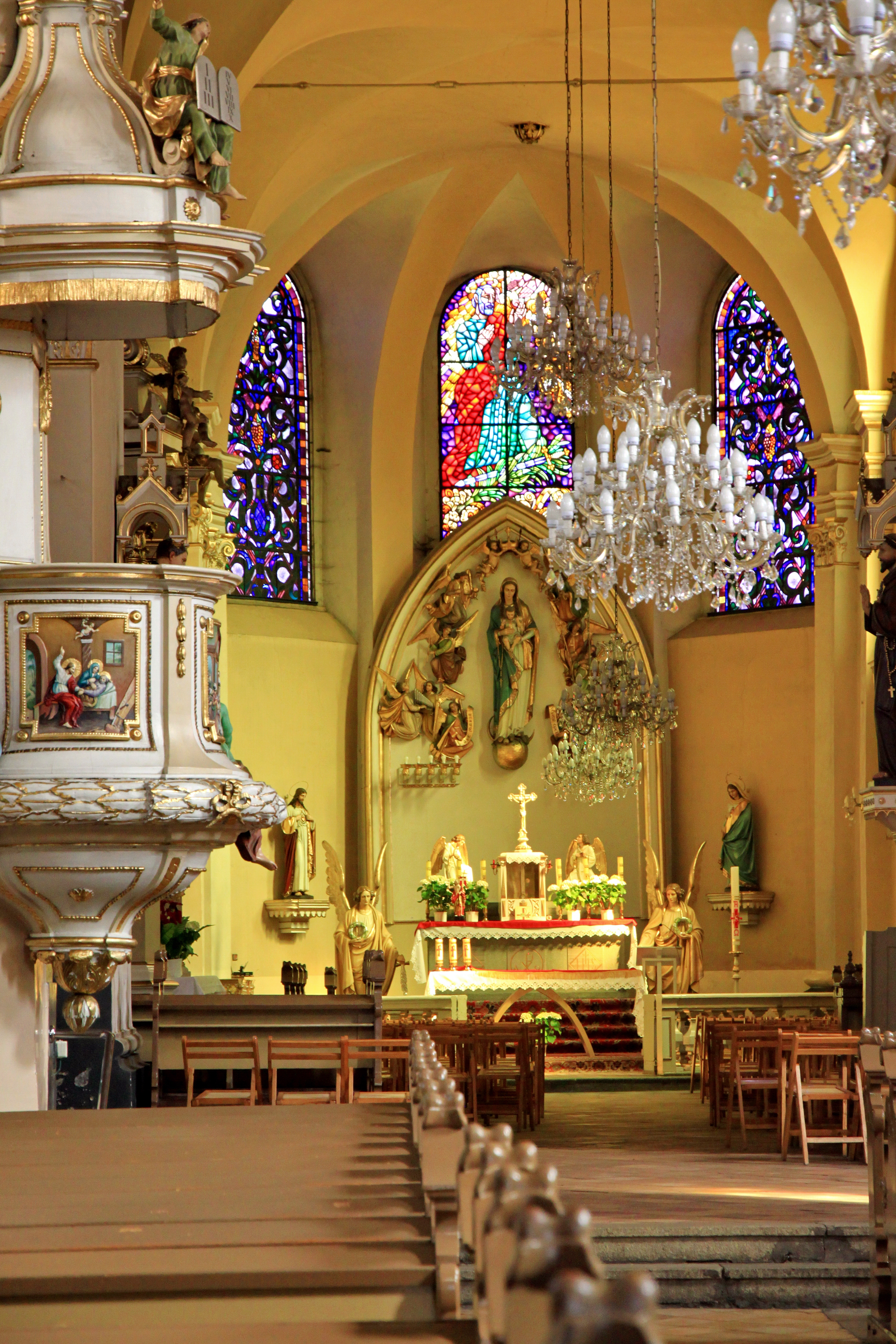
Innere

Die St.-Jakobs-Kirche (polnisch Kościół pw. św. Jakuba Starszego) ist eine Kirche am Ring in Ratibor. Sie gehörte ursprünglich zum Dominikanerkloster, das nicht mehr existiert.

## Geschichte
Der einschiffige, frühgotische Bau entstand im 13. Jahrhundert (erste Erwähnung 1285), musste aber nach einem Brand von 1637 wiederaufgebaut werden und wurde mit einem barocken Dachreiter versehen. Die Klostergebäude wurden nach der Säkularisation in den 1820er Jahren abgerissen. Die Beschädigungen des Zweiten Weltkriegs wurden von 1945 bis 1947 behoben.

### Erster Satz in polnischer Sprache
Polnische Forscher glauben, dass der erste Satz in polnischer Sprache im ehemaligen Dominikanerkloster von Racibórz verfasst wurde, in der Zeit, als die Mongolen im 12. Jahrhundert Polen angriffen und mit ihren Truppen bis nach Liegnitz gelangten. 
Spekulationen zufolge soll der polnische Chronist Jan Długosz die Chronik verwendet haben, in der der erste polnische Satz vorkam, um seine Schriften zu vervollständigen.

## Orgel
Die Orgel wurde 1906 von der Orgelbaufirma Schlag & Söhne aus Schweidnitz erbaut. Das Instrument hat 16 Register auf zwei Manualwerken und Pedal. Die Spiel- und Registertrakturen sind pneumatisch.
| I Hauptwerk C– |                 |       |
| 1.             | Bordun          | 16′   |
| 2.             | Principal       | 8′    |
| 3.             | Gambe           | 8′    |
| 4.             | Hohlflöte       | 8′    |
| 5.             | Gemshorn        | 8′    |
| 6.             | Octave          | 4′    |
| 7.             | Rauschquinte II | 2 ⁄3′ |
| 8.             | Mixtur III-IV   |       |

| II Nebenwerk C– |                 |    |
| 9.              | Geigenprincipal | 8′ |
| 10.             | Salicet         | 8′ |
| 11.             | Gedeckt         | 8′ |
| 12.             | Traversflöte    | 4′ |

| Pedalwerk C– |             |     |
| 13.          | Violon      | 16′ |
| 14.          | Subbass     | 16′ |
| 15.          | Bassflöte   | 8′  |
| 16.          | Violoncello | 8′  |